# Clara Mathilda Faisst
Clara Mathilde Faisst, née le 22 juin 1872 à Karlsruhe et morte le 22 novembre 1948 dans cette même ville, est une compositrice, pianiste et écrivain allemande.

## Biographie
Faisst est née à Karlsruhe, Baden. Elle étudie la musique au Conservatoire de Karlsruhe puis part à Berlin et ensuite en Prusse pour étudier avec le pianiste Max Bruch (1838 – 1920). Après avoir terminé ses études, elle travaille comme pianiste, professeur de musique et compositrice.
Pendant la Seconde Guerre mondiale, Faisst dirige des concerts à domicile (en). Elle fut une compositrice prolifique produisant plus d'une centaine d'œuvres distinctes dont des ballades, des pièces chorales ou des sonates  pour violon et piano.
Elle correspondait avec Albert Schweitzer et les deux devinrent de bons amis. Faisst ne s'est jamais mariée et est morte à Karlsruhe à soixante-seize ans. Comme elle n'avait pas de famille, ses biens furent mis à la poubelle, mais certaines de ses lettres et de ses compositions furent sauvées et préservées.

## Œuvres
- Adagio Consolante (1902)
- Sonate pour violon (publiée en 1912)[5]
- Präludium im gotischen Stil op. 28
- Sieben Lieder aus des Knaben Wunderhorn, op. 10
- Vier Lieder für eine Singstimme mit Piano (op. 16 et op. 17)[6]
- Deutsche suite in c-moll, opus 22 (1928)

Faisst a également écrit le texte Hörst du den Tonne? (Entends-tu la note?) publié en 1924.